# Andrea Locatelli
Andrea Locatelli, född 16 oktober 1996 i Alzano Lombardo, är en italiensk roadracingförare. Han blev världsmästare i Supersport sin debutsäsong 2020. Han har tidigare deltagit i Moto3- och Moto2-klassen i världsmästerskapen i Grand Prix Roadracing.

## Tävlingskarriär
Locatelli började köra minimoto som barn. Han började köra normalstora motorcyklar 2010 i 125-kubiksklassen och gick upp till italienska mästerskapen 2012. Han blev italiensk mästare i Moto3-klassen på en Mahindra 2013.
Locatelli  gjorde VM-debut 2013 i Moto3 vid Italiens Grand Prix. Roadracing-VM 2014 körde han hela säsongen för San Carlo Team Italia på Mahindra men tog inga poäng. Säsongen 2015 körde Locatelli för Gresini Racing på Honda och kom på 20:e plats i VM. Säsongen 2016 körde han för Leopard Racing på KTM och tog sin första pallplats genom andraplatsen i Tysklands Grand Prix. Han kom också tvåa i Australien och kom på nionde plats i VM.
Till säsongen 2017 gick Locatelli upp i Moto2-klassen där han körde en Kalex för Italtrans Racing Team. Han fortsatte i Moto2-klassen 2018 och 2019 utan att nå upp till prispallen.
Utan förnyat kontrakt i Moto2 sökte sig Locatelli till världsmästerskapet i Supersport säsongen 2020 där han körde en Yamaha för Bardahl Evan Bros. WorldSSP Team. Det gick mycket bra för Locatelli. Han vann de nio första VM-heaten och tog en överlägsen ledning. Efter 11 av 15 heat hade han säkrat världsmästartiteln.

## Framskjutna placeringar
Uppdaterad till 31 december 2016.

### Andraplatser Moto3
| Nr | Grand Prix | År   |
| -- | ---------- | ---- |
| 1  | Tyskland   | 2016 |
| 2  | Australien | 2016 |